# 黃翅光鰓魚
黃翅光鰓魚（學名：Chromis xanthopterygia），又稱黃翅光鰓雀鯛，是輻鰭魚綱鱸形目雀鯛科光鰓魚屬的其中一種，分布於西印度洋波斯灣及阿曼灣海域，深度5至20公尺，體長可達11.5公分，棲息在近海珊瑚礁及岩礁，以浮游生物為食，繁殖期時成對出現，雄魚會守護卵直到孵化，生活習性不明。